# Coccophagus ussuriensis
Coccophagus ussuriensis är en stekelart som beskrevs av Sugonjaev 1979. Coccophagus ussuriensis ingår i släktet Coccophagus och familjen växtlussteklar. Inga underarter finns listade i Catalogue of Life.